# Danuta Kowalewska
Danuta Kowalewska-Jaworska lub Danuta Kowalewska (ur. 20 września 1933 w Warszawie, zm. 25 marca 1994 tamże) – polska aktorka i piosenkarka.

## Życiorys
Była absolwentką Szkoły Głównej Gospodarstwa Wiejskiego w Warszawie. W latach 1955–1961 występowała jako aktorka i piosenkarka Studenckiego Teatru Satyryków pojawiając się między innymi w takich programach jak Czarna przegrywa czerwona wygrywa (1956), Agitka (1956), Do widzenia, Ziemio (1957), Szopa betlejemska (1958), Idź na spacer Alegorio (1958), Część artystyczna (1960), Widowisko o Rudolfie Hoessie (1960) i Wesoła dwururka (1961). Następnie w latach 1961–1964 była konsultantką artystyczną w Estradzie Stołecznej. W latach 1966–1968 pełniła funkcję zastępcy dyrektora Teatru Komedia w Warszawie, a w latach 1972–1994, zastępcą dyrektora Warszawskiej Opery Kameralnej.